# 1530 Рантасеппа
1530 Рантасеппа (1530 Rantaseppä) — астероїд головного поясу, відкритий 16 вересня 1938 року.
Тіссеранів параметр щодо Юпітера — 3,599.